# Gunnarp
Gunnarp är kyrkbyn i Gunnarps socken i Falkenbergs kommun i Hallands län.
I byn ligger Gunnarps kyrka, invigd 1756. En första kyrka i Gunnarp fanns sannolikt redan på 1200-talet.
Det hölls marknad i Gunnarp ända från 1600-talet fram till 1950-talet. En gästgivargård fanns i Gunnarp redan i slutet av 1600-talet. Rörelsen upphörde 1929. 
En sparbank startade här 1896, Gunnarps Sparbank. Den gick samman med Falkenbergs Sparbank 1985. Det fanns ett mejeri i Gunnarp i Ågård som startade 1888. Man tillverkade smör och ost som via järnvägen transporterades till Halmstad. Mejeriet var i drift till 1904.
År 1887 började en ny epok då Ätrans järnvägsstation invigdes. Det året nådde linjen Fegen–Ätrans Järnväg orten. Fegen hade i sin tur kontakt med Kinnared via Kinnared–Fegens Järnväg och därmed nådde man Nässjö och Halmstad, via HNJ. Järnväg västerifrån, Varberg-Ätrans Järnväg nådde Ätran med invigning 1911. Ett stationssamhälle några kilometer söder om Gunnarps kyrkby hade bildats. Länsväg 153 Varberg-Ullared-Värnamo kom även den att gå genom tätorten Ätran.

### Webbkällor
- Arkivdigital: Gunnarp i Hallands län

### Bokreferenser
- Gunnarp Vår Hembygd, Del 1, Gunnarps Hembygdförening, 1988.